# Purity (альбом Hate Forest)
«Purity» — другий студійний альбом Hate Forest виданий 2003 року. Диск, перевиданий зокрема 2010-го на «Osmose», котрий містить нетрадиційне використання гроулу у блек-металі, отримав переважно значно позитивні відгуки.

## Опис
| Інформація про композиції | Інформація про композиції | Інформація про композиції |
| #                         | Назва                     | Тривалість                |
| ------------------------- | ------------------------- | ------------------------- |
| 1.                        | «Domination»              | 05:54                     |
| 2.                        | «Elder Race»              | 05:23                     |
| 3.                        | «The Gates»               | 11:03                     |
| 4.                        | «Megaliths»               | 02:33                     |
| 5.                        | «The Immortal Ones»       | 11:24                     |
| 6.                        | «Desert of Ice»           | 06:06                     |
| 7.                        | «Cromlech»                | 02:10                     |
| 44:33                     |                           |                           |

## Склад на момент запису
- Роман Саєнко — вокал, гітара, бас
- Роман «Thurios» Благих — вокал, гітара